# Karl Gall (coureur)
Karl Gall (Wenen, 27 oktober 1903 – Ramsey, 13 juni 1939), was een Oostenrijks motorcoureur die vooral succesvol was in de jaren dertig.

## Carrière

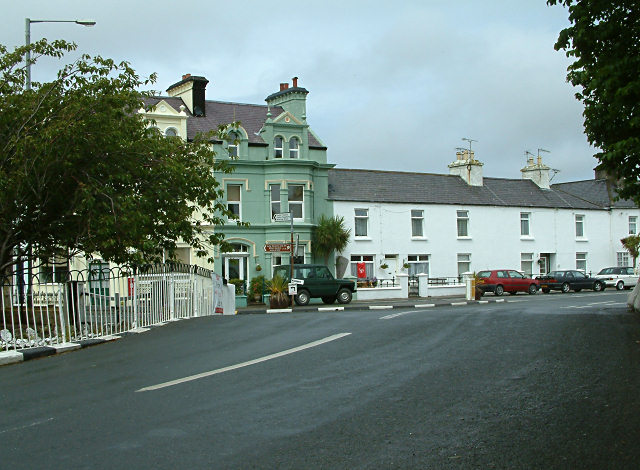
Ballaugh Bridge op het eiland Man. Op de meest rechter pilaar van de witte woningen aan de linkerkant zit de gedenksteen van Karl Gall.

Karl Gall had nog twee oudere broers, Franz en Adolf, die ook aan motorsport deden. Karl begon zijn carrière in op een zandbaan in Wenen in 1924 met een 350cc Zenith-JAP. In 1925 won hij de 250cc klasse van de TT van Oostenrijk met een New Imperial. In 1927 werd hij fabriekscoureur bij BMW, maar van 1929 tot 1933 reed hij voor het merk Standard uit Ludwigsburg. In 1933 viel hij hard tijdens de Grand Prix van Duitsland waardoor hij jaren niet meer kon racen. In 1936 keerde hij terug naar BMW, waar hij de BMW 255 compressorracer ter beschikking had. Hij was toen de teamgenoot van Otto Ley. In 1937 won hij de Dutch TT en de Grand Prix van Duitsland op de Sachsenring. Dat waren belangrijke wedstrijden voor BMW, dat voor het eerst de snelle Nortons van Jimmie Guthrie en Freddie Frith versloeg. In Duitsland gebeurde dat na het tragische ongeluk van Guthrie. Karl Gall werd in dat jaar ook Kampioen van Duitsland. In 1937 won hij ook de Eilenriederennen, de Grand Prix van Hongarije en de Eifelrennen op de Nürburgring, waardoor dit zijn succesvolste jaar als coureur was. Bij de Senior TT van 1938 werd hij door BMW ingeschreven samen met Jock West en de opvolger van de gestopte Otto Ley, Schorsch Meier. Tijdens de onofficiële trainingen kwam Gall hard ten val en hij werd bewusteloos gevonden in een sloot bij de Gooseneck. Door verwondingen aan zijn hoofd en een gebroken arm kon hij niet aan de Senior TT deelnemen. Schorsch Meier startte de race op één cilinder nadat een monteur nog op de startlijn een bougie had verwisseld maar daarbij de schroefdraad had beschadigd. Hij reed slechts enkele kilometers, want bij Bray Hill viel hij al stil. Jock West werd de beste BMW-rijder op de vijfde plaats.

## Overlijden
Op 2 juni 1939, tijdens de avondtrainingen voor de Senior TT crashte Karl Gall in zijn eerste ronde toen hij Freddie Frith probeerde in te halen bij Ballaugh Bridge. Hij werd naar het Ramsey Cottage Hospital gebracht met verschillende hoofdwonden. Op 13 juni overleed hij aan de gevolgen van een longontsteking in het ziekenhuis, hemelsbreed 2,5 km van de Gooseneck. BMW overwoog niet aan de TT deel te nemen, maar deed dat toch. Schorsch Meier won de Senior TT en Jock West werd tweede. Bij Ballaugh Bridge op de Snaefell Mountain Course herinnert een kleine plaquette aan Karl Gall. Deze draagt het opschrift: "Karl Gall, 1903-1939, Seine Freunde". 